# カッセルの戦い (1677年)
カッセルの戦い（蘭: Slag bij Kassel, 仏: Bataille de la Peene）は、仏蘭戦争における戦闘の一つで、1677年4月11日にフランドル地方（現在のフランス・ノール県）の都市カッセルでオランダ軍とフランス軍が衝突した。
スペイン領ネーデルラントのフランス軍はスヘルデ川流域の制圧を狙い沿岸のヴァランシエンヌ・カンブレー・サントメール包囲へ向かった。3月にヴァランシエンヌは陥落、残る2箇所を包囲中にオランダ総督ウィレム3世がサントメール救援に向かい、オルレアン公フィリップ1世とユミエール公ルイ・ド・クルヴァン、リュクサンブール公フランソワ・アンリ・ド・モンモランシーが3万2000の兵で迎え撃った。
4月11日にカッセルで両軍は交戦、オランダ軍右翼はフランス軍左翼のリュクサンブールを撃退したが、右翼のユミエール率いる歩兵で左翼を崩され敗走、放棄された物資の略奪で崩壊は免れたが、オランダ軍は負傷者8000人、捕虜4000人にも及ぶ敗北に終わった。一方のフランス軍も4000人の大損害を受けた。戦後間もなくサントメール・カンブレーはフランス軍に落とされスヘルデ川上流はフランス軍が占拠した。